# Коні (півострів)
59°03′ пн. ш. 151°31′ сх. д. / 59.05° пн. ш. 151.52° сх. д.
Півострів Коні (рос. полуостров Кони) — півострів у північній частині Охотського моря на схід від Тауйської губи; відокремлює затоку Одян від моря. Територія Ольського району Магаданської області Російської Федерації.
Півострів гористий, висоти окремих вершин досягають 1000—1200 м. За 16 км від мису Таран (59°6′18.76″ пн. ш. 151°6′53.93″ сх. д. / 59.1052111° пн. ш. 151.1149806° сх. д.) на заході півострова — острів Зав'ялова.